# Aquavit (restaurang)

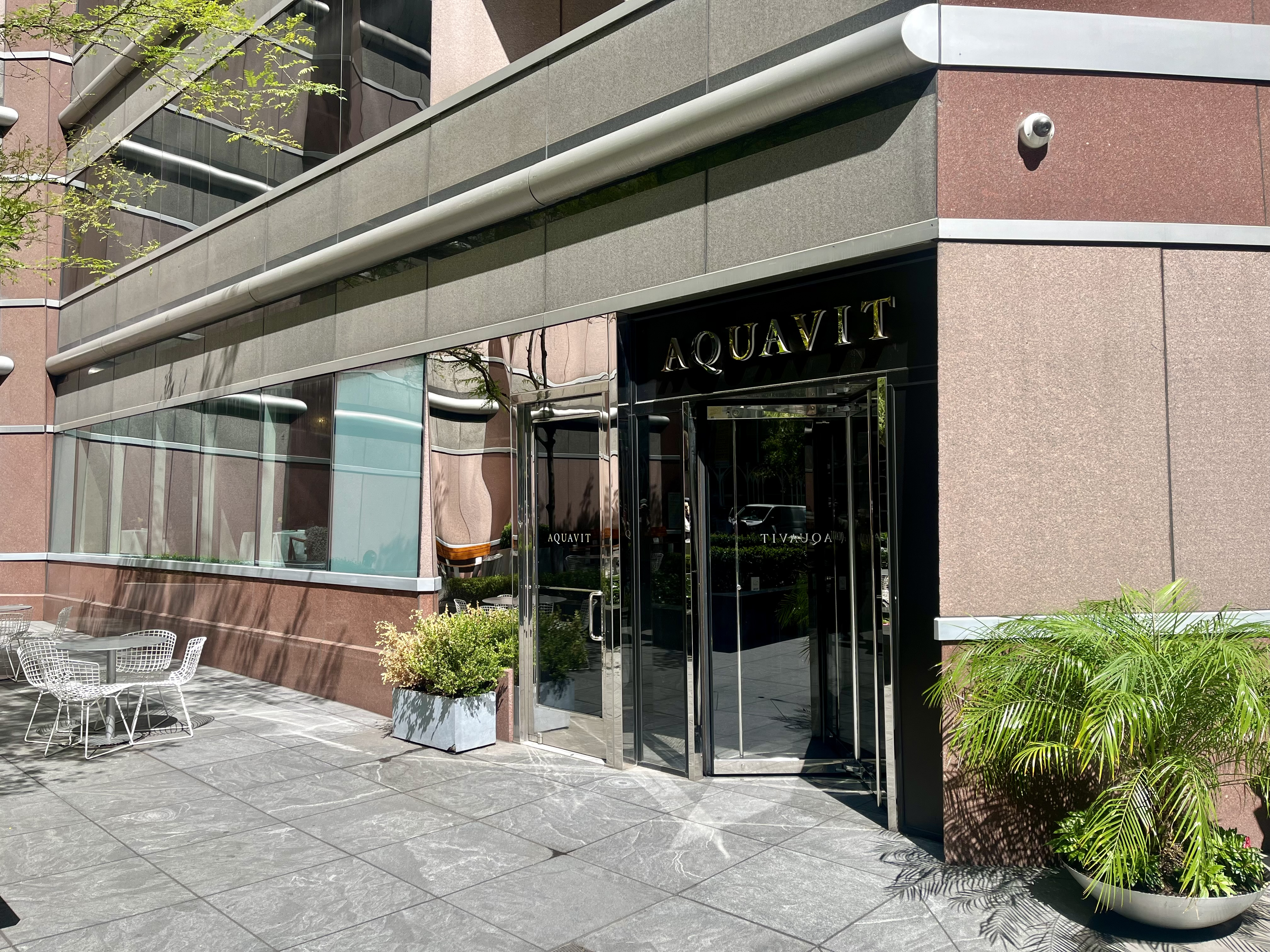
Aquavits exteriör, bild från 2024.

Aquavit är en skandinavisk restaurang på Manhattan i New York som öppnade 1987. 

## Bakgrund
De ursprungliga ägarna var Håkan Swahn, Bicky Chakraborty, Tore Wretman och Restaurangakademin. Aquavit hade två stjärnor (i New York Times) från 1988 till 1995 då man fick tre stjärnor. Aquavit's mest kända kökschef var Marcus Samuelsson som kom till Aquavit 1994 och blev kökschef 1995, en position han hade till 2002. Marcus Samuelsson var kulinariskt ansvarig och delägare ända till 2010. 
Restaurangen fick sin första Guide Michelin stjärna 2013. Emma Bengtsson ersatte Marcus Jernmark som kökschef 2014 och restaurangen fick två Michelinstjärnor 2014. New York Times gav också Aquavit tre stjärnor 2015. Emma är den första svenska kvinnan som erhållit en Michelinstjärna och var en av två kvinnor i USA med två stjärnor.
Aquavit var belägen i Rockefeller Townhouses 1987-1995, därefter flyttade Aquavit till 65 East 55 Street, mellan Park Avenue och Madison Avenue.
Håkan Swahn har varit VD för Aquavit sedan starten och huvudägare sedan 1994.

## Kökschefer
Aquavits kökschefer sedan öppningen har varit:
- 1987-1993  Christer Larsson
- 1993-1994  Johan Ahlstedt
- 1994-1995  Jan Sendell
- 1995-2002 Marcus Samuelsson
- 2002-2006  Nils Noren
- 2006-2009 Johan Svensson
- 2010-2014  Marcus Jernmark
- 2014- Emma Bengtsson